# Schnickmannstraße

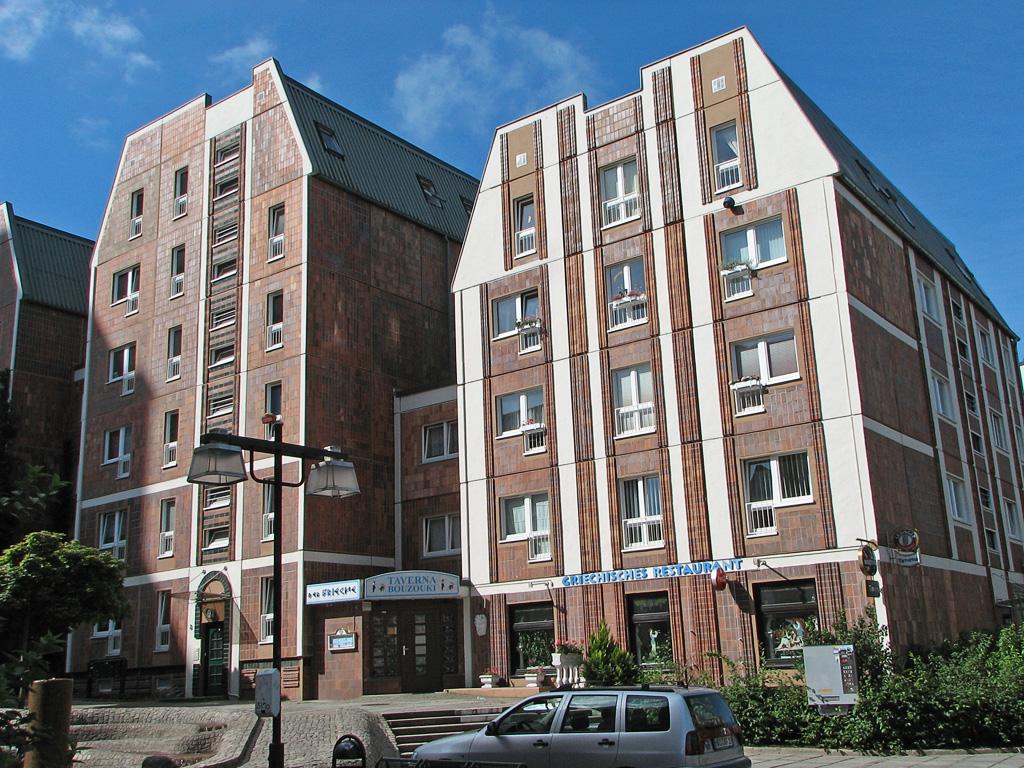
Schnickmannstraße (Westseite)

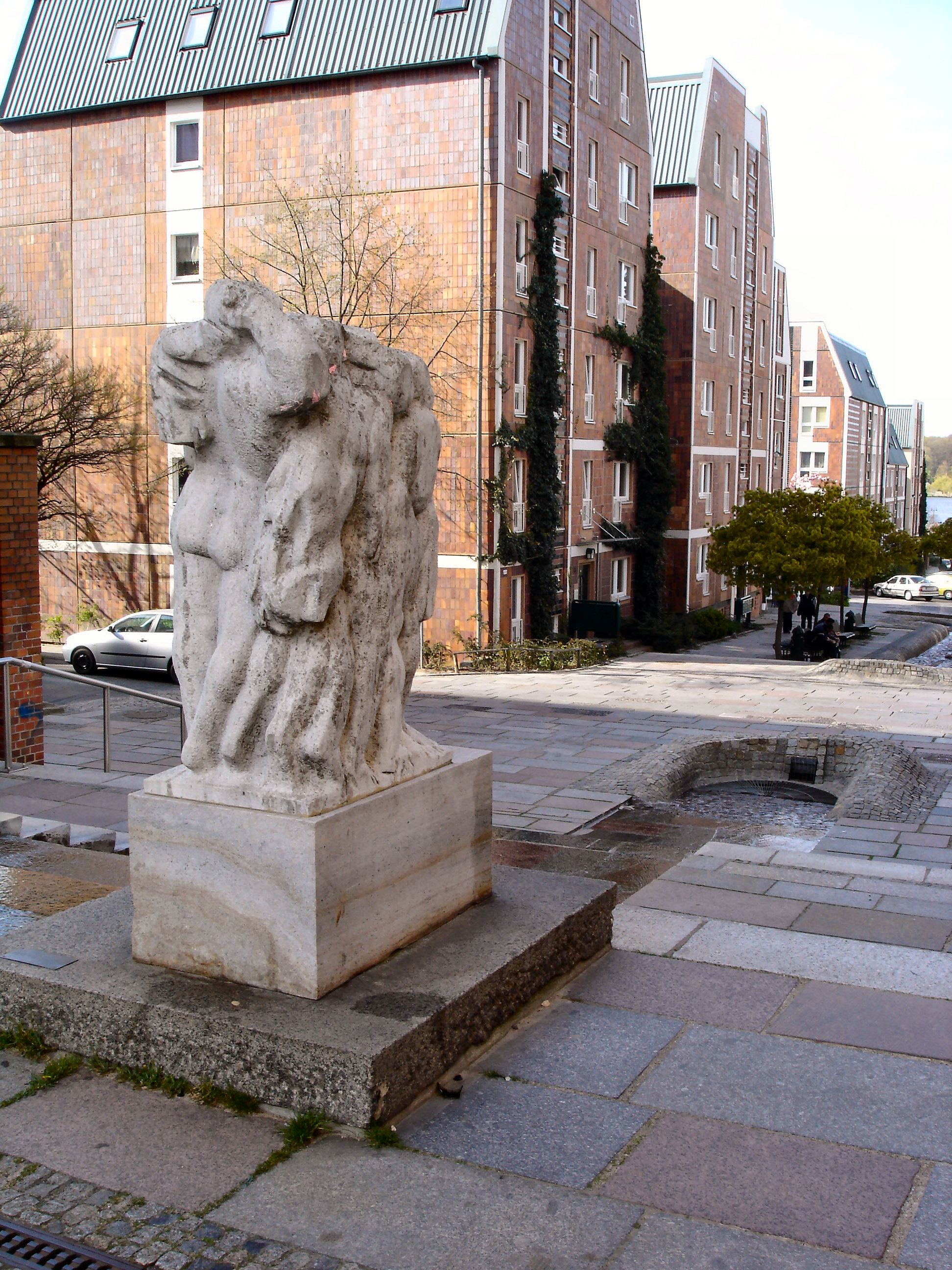
Blick in die Schnickmannstraße nach Norden

Die Rostocker Schnickmannstraße ist eine Straße im historischen Stadtkern der Hansestadt und Teil der einstigen Neustadt.
Sie verdankt ihren Namen dem Rostocker Patriziergeschlecht der Schnickmanns. Über sie und die direkt anschließende Breite Straße gelangte man einst vom Strande (dem Stadthafen an der Unterwarnow) zum Hopfenmarkt (dem heutigen Universitätsplatz). Am nördlichen Ende der Schnickmannstraße stand das gleichnamige gotische Tor. Wegen dieser Nähe zum zweitwichtigsten Handelsplatz der Stadt nach dem Neuen Markt war sie von Giebelhäusern umsäumt, deren Fassaden im 19. und 20. Jahrhundert dem Zeitgeschmack entsprechend verändert wurden.
Während des Zweiten Weltkrieges wurde sie durch das Vier-Nächte-Bombardement der britischen Luftwaffe Ende 1942 im nördlichen Abschnitt schwer zerstört, jedoch überdauerte der Großteil der Bebauung den Krieg. Allerdings wurde die erhaltene Bausubstanz bis in die 1970er Jahre dem Verfall preisgegeben, sodass die alten Gebäude nahezu ausnahmslos ab 1978 einer sogenannten „Flächensanierung“, d. h. einem kompletten Abriss, unterzogen werden mussten.
Lediglich der Wittesche Speicher aus dem späten 18. Jahrhundert auf der Ostseite der Straße wurde restauriert. Anstelle der Altbauten errichtete man Häuser in der sogenannten modifizierten Plattenbauweise, welche in Größe und Form den historischen Vorbildern ähneln, gleichzeitig wurde die Schnickmannstraße zur Fußgängerzone umgewandelt. In der Mitte der Straße befindet sich ein kleiner, künstlich angelegter Wasserlauf.